# Varresbeck
| Zuläufe und Bauwerke \| Varresbeck \| Varresbeck \| Varresbeck \| \| -------------------- \| ---------- \| -------------- \| \| Legende \| \| \| \| Wuppertal \| \| \| \| \| \| \| \| \| \| \| \| \| \| \| \| Zulauf \| \| \| \| \| \| \| \| Bergerheider Bach \| \| \| \| Regenrückhaltebecken \| \| In der Beek \| \| Beginn der \| \| Verrohrung \| \| \| \| \| \| Wuppertaler Nordbahn \| \| (stillgelegt) \| \| \| \| \| \| \| \| Weyerbuschbach \| \| \| \| \| \| Bundesautobahn 46 \| \| \| \| \| \| Bundesstraße 7 \| \| Wupper \| \| \| |  |                |
| Varresbeck |  |                |
| Legende |  |                |
| Wuppertal |  |                |
| |  |                |
| |  |                |
| |  |                |
| Zulauf |  |                |
| |  |                |
| Bergerheider Bach |  |                |
| Regenrückhaltebecken |  | In der Beek    |
| Beginn der |  | Verrohrung     |
| |  |                |
| Wuppertaler Nordbahn |  | (stillgelegt)  |
| |  |                |
| |  | Weyerbuschbach |
| |  |                |
| Bundesautobahn 46 |  |                |
| |  | Bundesstraße 7 |
| Wupper |  |                |

Die Varresbeck ist ein 3,2 Kilometer langer Bach im Wuppertaler Stadtbezirk Elberfeld-West. Der Bach, der ein Nebenfluss der Wupper ist, ist gleichzeitig Namensgeber für das Wohnquartier Varresbeck. Für den Namen des Fließgewässers wird auch häufig die Tautologie Varresbecker Bach verwendet (Beck ist das niederdeutsche Wort für Bach). 

## Etymologie
Der Bach wurde im Jahr 1229 als Varnestbeke erstmals schriftlich erwähnt. Der Name bedeutet „der weit entfernt liegende Bach“.

## Topografie

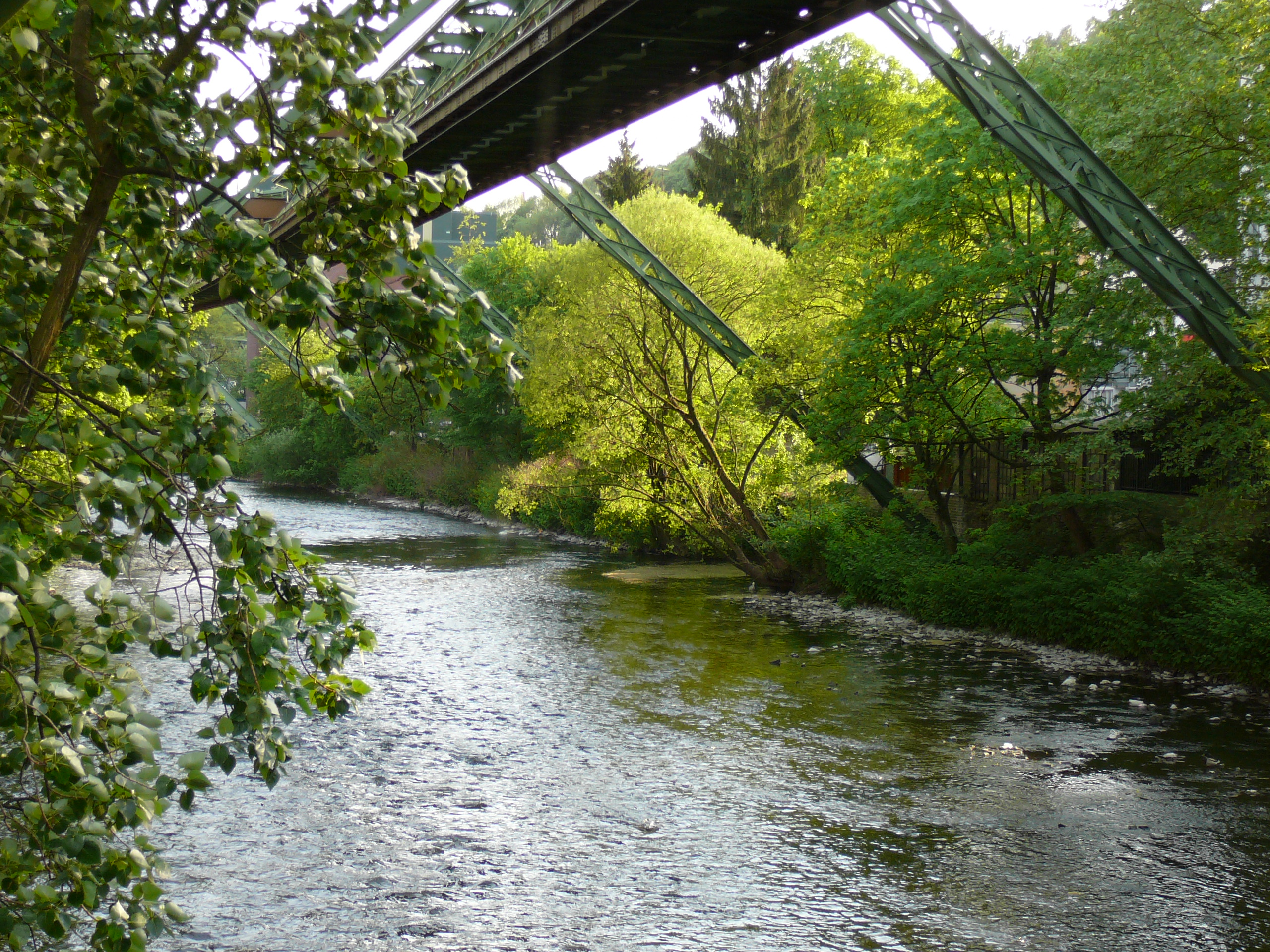
Mündung in die Wupper mit einem Graureiher

Der Bach entspringt in einem Wohngebiet in 237 m Höhe unmittelbar an der Wasserscheide zum Flusssystem der Düssel. Die erste Strecke des Baches verläuft unterirdisch verrohrt und führt zunächst in Richtung Süden entlang der Straße In der Beek, wo das Gewässer wieder zu Tage tritt. Die Varresbeck hat hier ein kleines Tal im Schiefergestein geformt, dem die Straße folgt. Die Ortsbezeichnung In der Beek (Beek ist der niederdeutsche Begriff für „Bach“) soll schon im 14. Jahrhundert erstmals erwähnt worden sein. Im weiteren Verlauf gelangt der Bach zu einem Regenklär- und Rückhaltebecken, das 1987 gebaut wurde. Diese Anlage wurde im Jahr 2000 saniert. Nach diesem Bauwerk verläuft der Bach wieder verrohrt unterirdisch bis zur Mündung weiter. Am Ende der Straße In der Beek wendet er sich nach Südwesten und verläuft parallel zur Bundesautobahn 46 (A 46), westlich um den Nützenberg. Weiter fließt der Bach unterirdisch parallel zur Talstraße und dann südlich unter der Varresbecker Straße als Teilabschnitt der Bundesstraße 7 weiter, um schließlich in der Nähe der Station Varresbecker Straße der Wuppertaler Schwebebahn in rund 139 m Höhe in die Wupper zu münden.

## Eulenkopfweg
Der Bereich des Bachs In der Beek gehört zum Wanderweg Eulenkopfweg, der neben dem Bach auch das Industriedenkmal des Kalktrichterofens am Eskesberg und eine renaturierte, im ehemaligen Steinbruch gelegene Mülldeponie beinhaltet.

## Rittergut Varresbeck
Mit Planungen des Baues der A 46 in den späten 1960er Jahren wurde es nötig, sich Gedanken über das Rittergut Varresbeck zu machen. Dieses Gutshaus am Rande der Nützenberger Straße, das erstmals 1402 urkundlich erwähnt wurde, musste der Verbreiterung der Straße weichen. Das schon fast verfallende Gebäude wurde ab 1972 abgetragen und steht nun wiederaufgebaut im Freilichtmuseum Gut Hungenbach in Kürten. Auf dem Gelände wurde später ein Hotel errichtet.

## Bodenbelastung in der Talstraße
In der Talstraße wurden bei Analysen 1991 erhebliche Belastungen des Bodens festgestellt, die aus frühindustrieller Zeit zu Beginn der Besiedlung im 19. Jahrhundert stammten. Die Rückstände der Schlacken und Industrieabfälle machten es nötig, dass die obere Bodenschicht der Gärten abgetragen und durch neue Muttererde ausgetauscht werden musste. Ein Spielplatz wurde komplett mit Asphalt versiegelt. Die Sanierung war 1998 abgeschlossen.